# Pyramids FC
Pyramids Football Club w skrócie Pyramids FC (arab. نادي بيراميدز لكرة القدم) – egipski klub piłkarski, grający w pierwszej lidze egipskiej, mający siedzibę w mieście Kair. W latach 2008–2018 nosił nazwę Al Assiouty Sport.

## Sukcesy
- I liga[1]:
  - wicemistrzostwo (1): 2021/2022.

- Puchar Egiptu[2]:
  - finał (2): 2019, 2022.

- Puchar Konfederacji[3]:
  - finał (1): 2020.

## Występy w afrykańskich pucharach
| Sezon     | Rozgrywki           | Runda                 | Kraj                          | Klub                 | Dom | Wyjazd | Dwumecz      |
| --------- | ------------------- | --------------------- | ----------------------------- | -------------------- | --- | ------ | ------------ |
| 2019/2020 | Puchar Konfederacji | wstępna               | Kongo                         | Étoile du Congo      | 4–1 | 1–0    | 5–1          |
| 2019/2020 | Puchar Konfederacji | 1                     | Algieria                      | CR Belouizdad        | 1–1 | 1–0    | 2–1          |
| 2019/2020 | Puchar Konfederacji | play-off              | Tanzania                      | Young Africans SC    | 3–0 | 2–1    | 5–1          |
| 2019/2020 | Puchar Konfederacji | gr. A (1. miejsce)    | Mauretania                    | FC Nouadhibou        | 6–0 | 1–0    | 7–0          |
| 2019/2020 | Puchar Konfederacji | gr. A (1. miejsce)    | Nigeria                       | Enugu Rangers        | 0–1 | 3–1    | 3–2          |
| 2019/2020 | Puchar Konfederacji | gr. A (1. miejsce)    | Maroko                        | Al-Masry Port Said   | 2–0 | 2–1    | 4–1          |
| 2019/2020 | Puchar Konfederacji | ćwierćfinał           | Zambia                        | Zanaco FC            | 0–1 | 3–0    | 3–1          |
| 2019/2020 | Puchar Konfederacji | półfinał              | Gwinea                        | Horoya AC            | 2–0 | 2–0    | 2–0          |
| 2019/2020 | Puchar Konfederacji | finał                 | Maroko                        | Renaissance Berkane  | 0–1 | 0–1    | 0–1          |
| 2020/2021 | Puchar Konfederacji | 1                     | Libia                         | Al-Ittihad Trypolis  | 3–2 | 1–0    | 4–2          |
| 2020/2021 | Puchar Konfederacji | play-off              | Wybrzeże Kości Słoniowej      | RC Abidjan           | 2–0 | 2–0    | 4–0          |
| 2020/2021 | Puchar Konfederacji | gr. D (2. miejsce)    | Maroko                        | Raja Casablanca      | 0–3 | 0–2    | 0–5          |
| 2020/2021 | Puchar Konfederacji | gr. D (2. miejsce)    | Zambia                        | Nkana FC             | 3–0 | 1–0    | 4–0          |
| 2020/2021 | Puchar Konfederacji | gr. D (2. miejsce)    | Tanzania                      | Namungo FC           | 1–0 | 2–0    | 3–0          |
| 2020/2021 | Puchar Konfederacji | ćwierćfinał           | Nigeria                       | Enyimba FC           | 4–1 | 1–1    | 5–2          |
| 2020/2021 | Puchar Konfederacji | półfinał              | Maroko                        | Raja Casablanca      | 0–0 | 0–0    | 0–0 (k. 4–5) |
| 2021/2022 | Puchar Konfederacji | 2                     | Tanzania                      | Azam FC              | 1–0 | 0–0    | 1–0          |
| 2021/2022 | Puchar Konfederacji | play-off              | Demokratyczna Republika Konga | AS Maniema Union     | 1–0 | 1–0    | 2–0          |
| 2021/2022 | Puchar Konfederacji | gr. A (2. miejsce)    | Tunezja                       | Club Sportif Sfaxien | 1–0 | 1–1    | 2–1          |
| 2021/2022 | Puchar Konfederacji | gr. A (2. miejsce)    | Zambia                        | Zanaco FC            | 1–0 | 2–0    | 3–0          |
| 2021/2022 | Puchar Konfederacji | gr. A (2. miejsce)    | Libia                         | Al-Ahly Trypolis     | 2–1 | 0–1    | 2–2          |
| 2021/2022 | Puchar Konfederacji | play-off              | Demokratyczna Republika Konga | TP Mazembe           | 0–0 | 0–2    | 0–2          |
| 2022/2023 | Puchar Konfederacji | 2                     | Sudan                         | Hilal Alsahil SC     | 7–0 | 2–0    | 9–0          |
| 2022/2023 | Puchar Konfederacji | play-off              | Niger                         | ASN Nigelec          | 3–0 | 0–1    | 3–1          |
| 2022/2023 | Puchar Konfederacji | gr. C (2. miejsce)\|- | Maroko                        | FAR Rabat            | 2–2 | 0–1    | 2–3          |
| 2022/2023 | Puchar Konfederacji | gr. C (2. miejsce)\|- | Egipt                         | Future FC            | 3–0 | 1–1    | 4–1          |
| 2022/2023 | Puchar Konfederacji | gr. C (2. miejsce)\|- | Togo                          | ASKO Kara            | 1–0 | 4–1    | 5–1          |
| 2022/2023 | Puchar Konfederacji | ćwierćfinał           | Południowa Afryka             | Marumo Gallants FC   | 1–1 | 0–1    | 1–2          |

## Stadion
Domowe mecze klub rozgrywa na stadionie o nazwie Stadion 30 czerwca w Kairze, który może pomieścić 30000 widzów.

## Reprezentanci kraju grający w klubie
Stan na lipiec 2023.
| - Ibrahim Adel - Omar Al-Midani - Mohamed Antar - Sherif Ekramy - Mohamed El-Gabbas - Abdallah El-Said - Hussein El-Sayed - Ahmed El-Sheikh - Ahmed Naser El-Shenawy - Nabil Emad - Mohamed Fathi - Mostafa Fathi - Ahmed Fathy - Ali Gabr - Omar Gaber - Osama Galal - Karim Hafez - Mahmoud Hamada - Mohamed Hamdy - Ahmed Hamoudi - Ibrahim Hassan - Mohamed Ibrahim - Islam Issa - Ahmned Ali Kamel - Mohamed Magdy Kafsha - Omar Khribin - Mohanad Lasheen - Ahmed Ayman Mansour - Amr Marey | - Hesham Mohamed - Ahmed Said - Ahmed Samy - Abdallah Shahat - Ramadhan Sobhy - Ahmed Tawfik - Hamada Tolba - Rodriguinho - Blati Touré - Éric Traoré - Jhon Cifuentes - John Antwi - Formose Mendy - Mohamed Chibi - Walid El Karti - Benson Shilongo - Azubuike Okechukwu - Ramzi Saleh - Mahmoud Wadi - Cristián Benavente - Fagrie Lakay - Gift Links - Fakhreddine Ben Youssef - Amor Layouni - Lumala Abdu - Isaac Muleme - Diego Rolán - Wilfried Kanon |